# إيدي ميتشيل
إيدي ميتشيل (بالفرنسية: Eddy Mitchell)‏
```
هو 
مغني
 
وكاتب أغاني
 
وممثل
 
فرنسي
، ولد في 3 يوليو 1942 في 
فرنسا
.
```

## أعمال

### أفلام
- (1986) حوالي منتصف الليل

## وصلات خارجية
- إيدي ميتشيل على موقع IMDb (الإنجليزية)
- إيدي ميتشيل على موقع قاعدة بيانات الأفلام العربية
- إيدي ميتشيل على موقع ألو سيني (الفرنسية)
- إيدي ميتشيل على موقع ميوزك برينز (الإنجليزية)
- إيدي ميتشيل على موقع أول موفي (الإنجليزية)
- إيدي ميتشيل على موقع قاعدة بيانات الأفلام السويدية (السويدية)
- إيدي ميتشيل على موقع أول ميوزيك (الإنجليزية)
- إيدي ميتشيل على موقع ديسكوغز (الإنجليزية)
- إيدي ميتشيل على موقع ديسكوغز (الإنجليزية)
- إيدي ميتشيل على موقع قاعدة بيانات الفيلم (الإنجليزية)